# Mednarodna matura
Mednarodna matura (angleško International Baccalaureate Diploma, krajše IB) je mednarodno priznan zaključek srednješolskega izobraževanja, ki ga izvaja istoimenska neprofitna organizacija, ki sicer nudi modele izobraževalnih programov tudi za vrtce in osnovne šole.
Zasnovan je tako, da omogoča študij na večini univerz po svetu. Dijaki, ki opravijo mednarodno maturo, ne opravljajo slovenske splošne mature. V Sloveniji priznavanje spričevala mednarodne mature ureja Pravilnik o izvajanju izobraževalnega programa mednarodne mature. V Sloveniji program s selektivnim izbirnim postopkom trenutno izvajajo:
- Gimnazija Bežigrad,
- II. gimnazija Maribor
- Gimnazija Kranj
- Gimnazija Novo mesto
- Vector International Academy (zasebna mednarodna šola)
- ERUDIO International School

Mednarodno maturo vodi mednarodna neprofitna organizacija The International Baccalaureate s sedežem v Ženevi ter izpitnim centom v Cardiffu. Izvaja mednarodno priznane izobraževalne programe za otroke in mladostnike med 3. in 19. letom starosti:
- IB Primary Years Programme (PYP) za šolarje med 3. in 12. letom (vrtec in prvi triadi osnovne šole)
- IB Middle Years Programme (MYP) za šolarje med 11. in 16. letom (zadnja triada osnovne šole in prva dva letnika gimnazije)
- IB Diploma Programme (DP) za dijake med 16. in 19. letom (zaključna letnika gimnazij)

## Pouk
Pouk v celoti poteka v angleščini, španščini ali francoščini (razen pouka maternih in tujih jezikov).
Mednarodno maturo se pridobi z opravljanjem izpitov po uspešno končanem 2-letnem programu mednarodne mature, namenjenemu dijakom zadnjih dveh letnikov srednje šole. Organizacija nudi učne načrte, eksterne izpite, delavnice za učitelje in nadzor nad izvedbo. Šole v programu so povezane z obema centroma in med seboj po elektronski mreži.
Učni načrt je sestavljen iz šestih skupin predmetov, izmed katerih se skupaj izbere najmanj tri in največ štiri predmete na višji ravni (higher level) in tri oziroma dva na osnovni ravni (standard level) po enega iz vsake skupine:
- materni jeziki (Languages A)
- tuji jeziki (Languages B)
- družboslovje (Humanities)
- eksperimentalne vede (Sciences)
- matematika in računalništvo (Mathematics)
- umetnost (Arts) ali dodaten predmet iz prejšnjih skupin

Poleg tega morajo za pridobitev mednarodne mature vsi kandidati napisati seminarsko nalogo (extended essay) iz enega od predmetov v učnem načrtu, obiskovati predmet TOK (teorija spoznavanja) ter opraviti dejavnosti na področju CAS (kreativnosti, aktivnosti in prostovoljnega družbenega dela). Kandidati lahko opravijo tudi posamezne izpite, oziroma sedmi predmet ter dobijo certifikat. Predmeti so ocenjeni od 1 (najnižje) do 7 (najvišje) ocene. Najvišje število točk na mednarodni maturi je 45 (6 x 7(predmeti) + 3(EE in TOK)).